# Mega Man IV
Mega Man IV (Rockman World 4?, ロックマンワールド4, Rokkuman Wārudo Fō lett. Rockman World 4), noto anche come Mega Man World 4, è un videogioco a piattaforme prodotto da Capcom nel 1993 per Game Boy. È il quarto gioco uscito su Game Boy, e come quasi tutti gli altri, è sviluppato dalla Minakuchi Engineering.

## Trama
Dopo gli eventi di Mega Man 5, diversi scienziati da tutto il mondo si sono radunati alla World Robot Expo, un'esposizione dove ogni anno mettono in mostra alcune delle loro creazioni. Rock, meglio noto come Mega Man, si reca lì assieme al suo creatore, il Dr. Light, e ai suoi due animali domestici robotici, Rush il cane e Beat l'uccellino azzurro, un regalo del Dr. Cossack. Mentre vengono presentati dei robot industriali, il Dr. Wily compare in cielo con il suo UFO e attiva delle onde radio che fanno impazzire i robot e li rende sotto il suo controllo. Sia Rock che Rush resistono agli effetti delle onde radio grazie al loro forte senso di giustizia, ma Beat perde quattro delle sue parti e viene incapacitato nel trambusto.
Dopo il disastro, Mega Man torna al laboratorio del Dr. Light con il suo creatore per trasformarsi e parte per fermare i robot fuori controllo e trovare le parti che Beat ha perso per farlo riparare, affrontando quattro Robot Masters che erano stati creati dal Dr. Cossack: Bright Man, Pharaoh Man, Toad Man e Ring Man.
Mega Man mette fuori combattimento i quattro Robot Masters, e nel processo trova tutte le parti necessarie per riparare Beat. In una foresta, scopre una gigantesca fortezza mobile simile a un carro armato, e dopo aver distrutto i cannoni principali, abbatte anche il cannone satellitare ed entra nella fortezza. Qui becca Wily, ma viene fermato da un nuovo robot, Ballade, il terzo Mega Man Killer. Il robot eroico lo sconfigge e rintraccia altri quattro Robot Masters, che Wily aveva creato in precedenza: Stone Man, Charge Man, Napalm Man e Crystal Man.
Sconfitto anche il secondo set di Robot Masters, Mega Man torna alla base di Wily, dove Ballade lo aspetta per una rivincita, e lo sconfigge di nuovo, ottenendo la sua arma, che usa per scappare dalla base che sta esplodendo. Allo stesso tempo, il Dr. Wily fugge nella sua nave spaziale segreta, e il Dr. Light modifica Rush per permettergli di viaggiare nello spazio.
Mega Man raggiunge la nave spaziale del Dr. Wily, e dopo aver ricevuto aiuto dal fratello maggiore Proto Man, affronta Wily e il suo enorme robot incompleto, che riesce a distrugge, ma Wily attiva il meccanismo di autodistruzione e fugge di nuovo. Mega Man cerca di aprirsi un varco per scappare, ma l'uscita è bloccata e non riesce a sfondarla. Quando sembra tutto perduto, appare Ballade, gravemente ferito a seguito delle due lotte che ha perso contro Mega Man, che hanno risvegliato in lui un pensiero indipendente e un senso di consapevolezza di sé, pentendosi di aver combattuto contro di lui. Come atto di redenzione, decide di sacrificarsi per sfondare l'uscita e permettere a Mega Man di scappare, ma l'eroe cerca invano di fermarlo, in quanto i suoi danni non erano stati riparati. Dopo aver detto addio al suo rivale, Ballade si autodistrugge e muore, sacrificando la propria vita per distruggere l'uscita e permettere a Mega Man di fuggire e tornare sano e salvo a casa assieme a Rush.